# Mučanj
Le mont Mučanj (en serbe cyrillique : Мучањ) est une montagne de l'ouest de la Serbie. Son point culminant, le pic de Klekov vrh, s'élève à une altitude de 1 532 m.